# Aubilly
Aubilly ist eine französische Gemeinde mit 51 Einwohnern (Stand: 1. Januar 2022) im Département Marne in der Region Grand Est (vor 2016: Champagne-Ardenne). Sie gehört zum Arrondissement Reims und zum Kanton Fismes-Montagne de Reims.

## Geographie
Aubilly liegt etwa 18 Kilometer westsüdwestlich von Reims. Umgeben wird Aubilly von den Nachbargemeinden Bouleuse im Norden und Nordwesten, Méry-Prémecy im Norden und Nordosten, Saint-Euphraise-et-Clairizet im Osten, Bligny im Süden sowie Sarcy im Westen und Südwesten.

## Bevölkerungsentwicklung
| Jahr                       | 1962 | 1968 | 1975 | 1982 | 1990 | 1999 | 2006 | 2018 |
| Einwohner                  | 40   | 43   | 42   | 54   | 56   | 53   | 51   | 53   |
| Quellen: Cassini und INSEE |      |      |      |      |      |      |      |      |

## Sehenswürdigkeiten

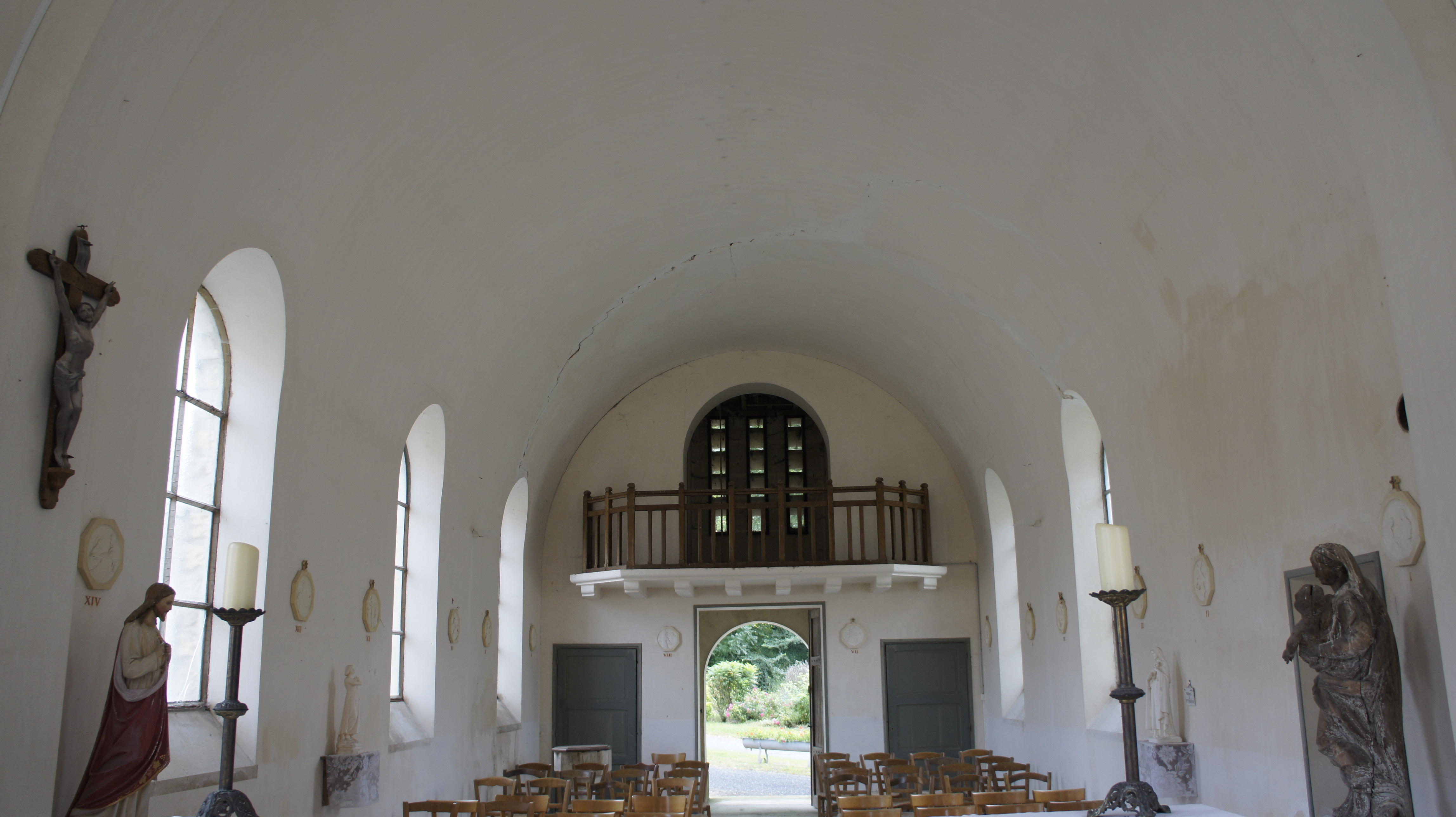
Innenansicht der Kirche Saint-Rémi

- Kirche Saint-Rémi